# Кам'яне (заказник)
Кам'яне́ — гідрологічний заказник місцевого значення в Україні. Розташований у межах Носівського району Чернігівської області, на захід від села Іржавець. 
Площа 36 га. Статус присвоєно згідно з рішенням Чернігівського облвиконкому від 27.12.1984 року № 454; від 28.08.1989 року № 164. Перебуває у віданні ДП «Ніжинське лісове господарство» (Іржавецьке л-во, кв. 1, 3, 13, 27, 28). 
Статус присвоєно для збереження лучно-болотного природного комплексу на лівобережній заплаві річки Остер (притока Десни). З півночі та північного сходу до території заказника прилягає лісовий масив з насадженнями дуба і вільхи.